# Mihai Nichita
Mihai Nichita (n. 1925, Vaslui – d. 4 iulie 2006, București) a fost un specialist în filologie clasică, profesor universitar doctor la Facultatea de Litere, din cadrul Universității din București. Autor și coordonator al unor lucrări de literatură și civilizație latină, majoritatea apărute la Editura Universității bucureștene. S-a ocupat de editarea operei poetice complete a lui Horațiu, unica ediție de acest gen publicată în România la Editura Univers.